# Gheorghe Ghidirim
Gheorghe Ghidirim (n. 22 aprilie 1939, comuna Palanca, Regatul României, actualmente în raionul Ștefan Vodă) este un medic-chirurg moldovean, profesor universitar. A fost ministru al ocrotirii sănătății al Republicii Moldova.
Este membru titular al Academiei de Științe a Moldovei și lider al Forumului Democrat al Românilor din Republica Moldova.

## Biografie
Gheorghe Ghidirim s-a născut pe 22 aprilie 1939 în comuna Palanca, plasa Olănești, Județul Cetatea-Albă, Regatul României. A absolvit cu mențiune Colegiul de medicină din Tighina, după care a lucrat ca felcer la Spitalul de circumscripție Tudora. Apoi și-a continuat studiile la Institutul de Stat de Medicină din Chișinău.
În prezent este șef al Catedrei chirurgie nr. 1 „Nicolae Anestiadi”. Este membru al Comisiei Naționale pentru Acreditare și Atestare, presedinte al Consiliului știintific pentru susținerea tezelor știintifice în chirurgie. În 1986 i s-a conferit titlul de profesor universitar.
Mai multe organizații și instituții medicale din țară și de peste hotare l-au ales pe Gheorghe Ghidirim drept membru de onoare, printre acestea fiind: Societatea Română de Chirurgie, Societatea de Chirurgie laparoscopică din România, Societatea Internaționalâ de Chirurgie „N. Pirogov” din Rusia; Societatea Internațională de Chirurgie hepato-bilio-pancreatică; Societatea Mondială de Chirurgie. La Congresul VIII al chirurgilor din Republica Moldova a fost ales președinte al Societății naționale de chirurgie.
În 1993, Ghidirim a fost ales membru titular al Academiei de Științe a Moldovei și președinte al nou-formatei secții de medicină a Academiei. În același an a devenit și membru de onoare al Academiei de Știinte Medicale din România, iar în 1994 a devenit membru de onoare al Societății de Chirurgie din România.
Opera sa științifică include peste 400 de lucrări științifice, 35 de monografii, două manuale și 15 brevete de invenții.
Ghidirim a fost deputat în ultimul parlament al URSS, membru al guvernului, ministru al Sănătății. A participat la elaborarea Declarației de Independență a Republicii Moldova, la adoptarea imnului, stemei și a drapelului țării.

## Distincții
- Ordinul Republicii (2005)
- Medalia „Nicolae Testemițanu” (2004)
- Ordinul „Gloria Muncii” (2000)
- Om Emerit al Republicii Moldova (1995)[4]